# 吹雪 (春雨型駆逐艦)
吹雪（ふぶき）は、大日本帝国海軍の駆逐艦。春雨型の6番艦である。

## 艦歴
呉海軍工廠で建造され、1905年（明治38年）2月28日に竣工した。第3艦隊に所属し、日露戦争では日本海海戦に参加した。その後1912年（大正元年）8月28日には、三等駆逐艦に類別される。
その後1924年（大正13年）12月に除籍され、1926年（大正15年）5月に廃船処分となり解体された。その後、1928年（昭和3年）に就役した特型駆逐艦の「1番艦」に艦名が引き継がれている。

## 艦長
※『日本海軍史』第9巻・第10巻の「将官履歴」及び『官報』に基づく。階級は就任時のもの。
駆逐艦長
- 東島乙吉郎 少佐：1905年12月12日 - 1906年1月25日
- 和田博愛 大尉：1906年1月25日 - 4月1日
- （兼）田中芳三郎 少佐：1906年4月1日 - 5月10日
- （兼）高島万太郎 中佐：1906年5月10日 - 9月28日
- （兼）田中芳三郎 少佐：1906年9月28日 - 1906年10月11日
- （兼）河合退蔵 大尉：1906年10月11日 - 1907年1月12日
- 戸名肱三郎 大尉：1907年1月12日 - 4月5日
- 岸井孝一 大尉：1907年4月5日 - 1908年4月20日
- 堀江豊雄 大尉：1908年4月20日 - 5月15日
- （兼）鎮目豊重 大尉：1908年5月15日 - 9月25日
- 筒井為則 大尉：1908年9月25日 - 1909年1月25日
- （兼）鎮目豊重 大尉：1909年1月25日 - 2月20日
- （兼）奥井茂 大尉：1909年2月20日 - 1909年12月1日
- 竹内正 大尉：1909年12月1日 - 1910年3月11日
- 日高寛 大尉：1910年3月11日 - 1911年5月23日
- 下川包蔵 大尉：1911年5月23日 - 1912年12月1日
- （兼）藤田許太郎 少佐：1912年12月1日 - 12月20日
- 田辺金次郎 少佐：1912年12月20日 - 1914年8月1日
- 上原太一 大尉：1914年8月1日 - 1916年2月17日
- 山本松四 大尉：1916年2月17日 - 1917年12月1日[2]
- 高山忠三 大尉：1917年12月1日[2] - 1919年3月10日[3]
- 穂本繁治 大尉：1919年3月10日[3] - 1919年8月20日[4]
- 鈴木清 大尉：1919年8月20日 - 10月18日
- 西川速水 大尉：1919年10月18日[5] - 1920年12月1日[6]
- 園田滋 大尉：1920年12月1日 - 1921年9月1日
- 後藤英次 大尉：1921年9月1日 - 11月1日
- 藤田類太郎 大尉：1921年11月1日 - 1922年12月1日
- 安住義一 大尉：1922年12月1日[7] - 1923年11月10日[8]
- 松野象三 大尉：1923年11月10日[8] - 1924年2月5日[9]
- 秋山輝男 大尉：1924年2月5日[9] - 12月1日